# Anemone cylindrica
Anemone cylindrica là một loài thực vật có hoa trong họ Mao lương. Loài này được A.Gray mô tả khoa học đầu tiên năm 1828-836.

## Hình ảnh

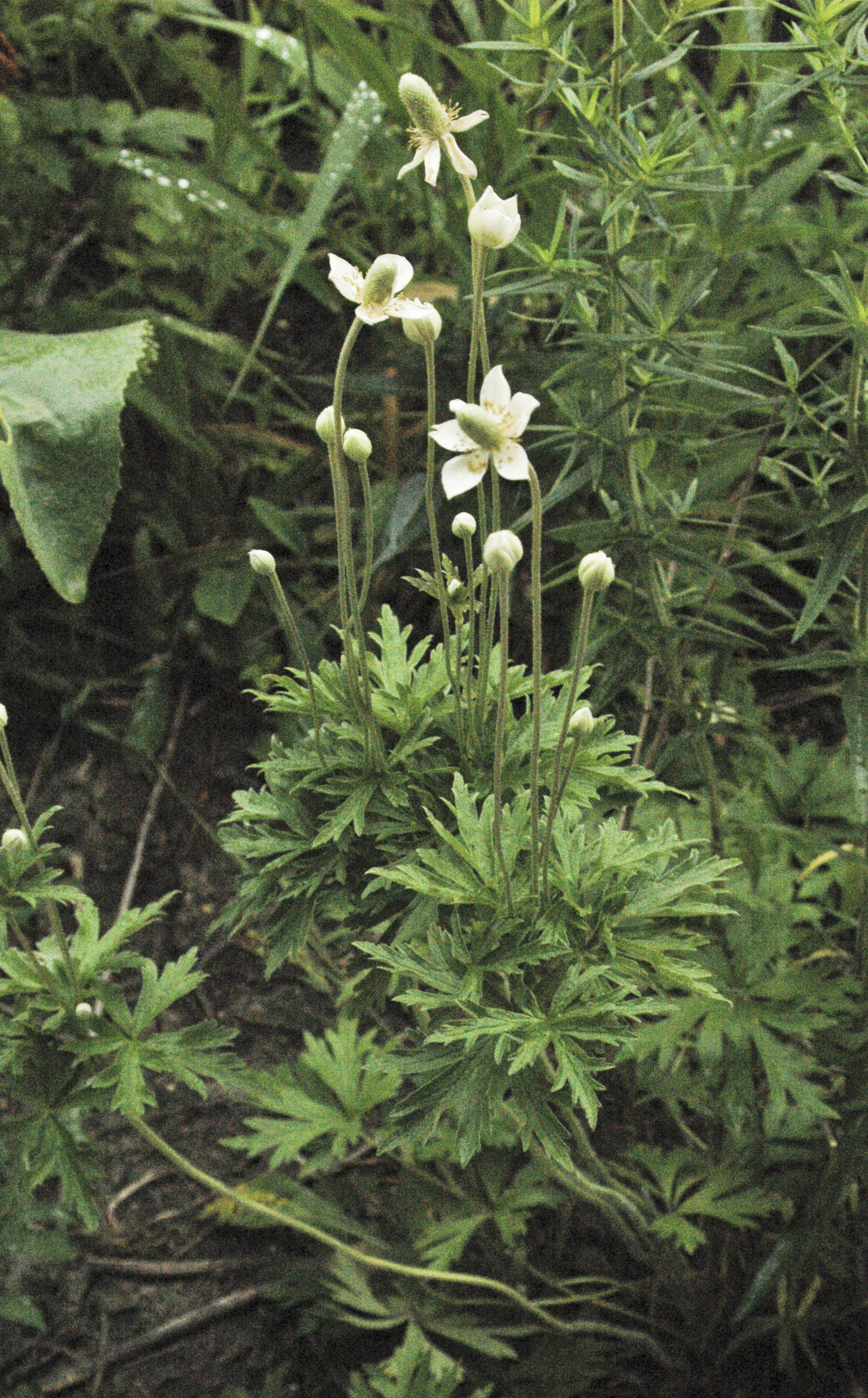
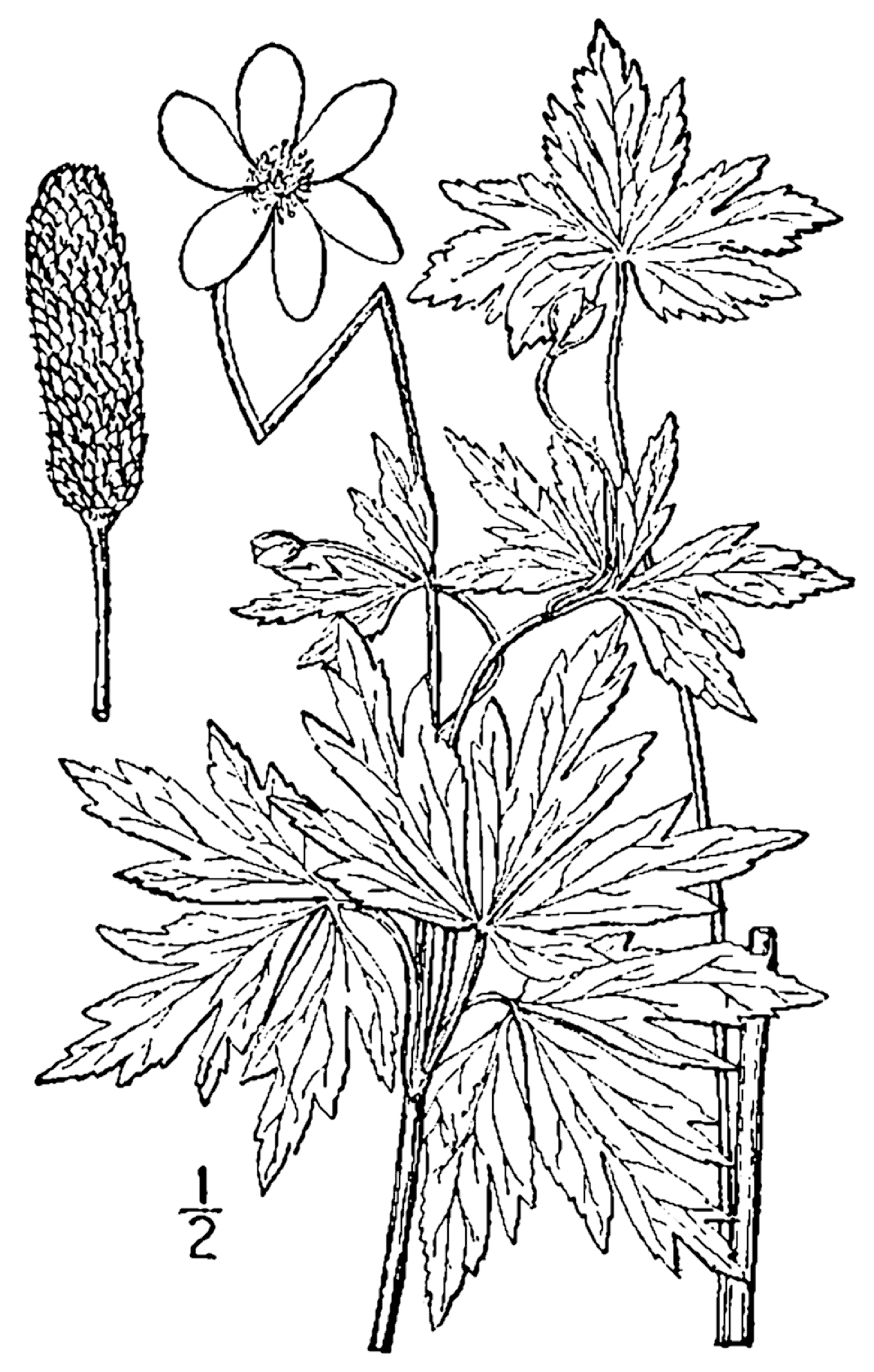
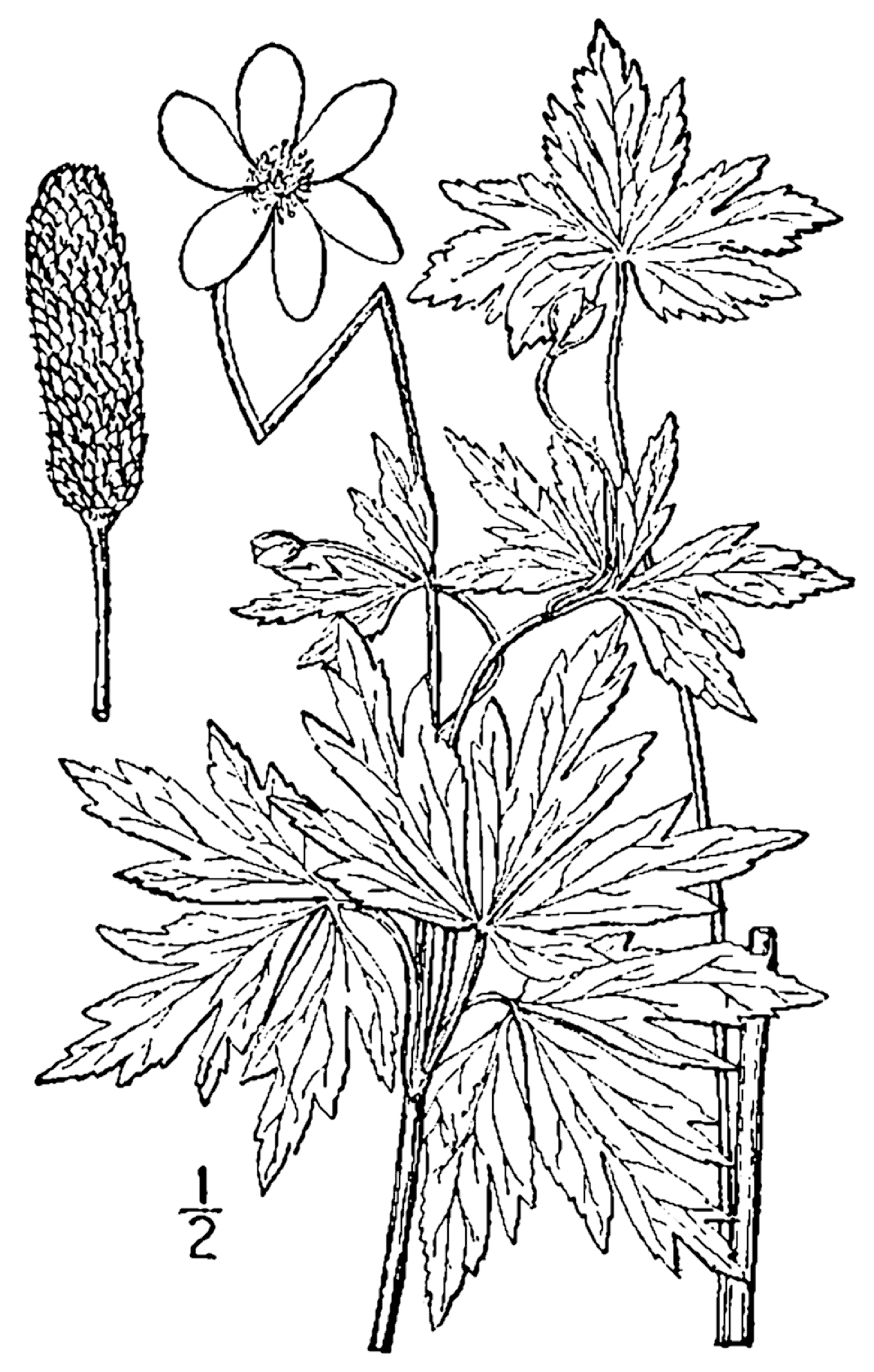